# The Mysterious Lodger
The Mysterious Lodger è un cortometraggio muto del 1914 diretto da Maurice Costello e da Robert Gaillard.

## Produzione
Il film fu prodotto dalla Vitagraph Company of America.

## Distribuzione
Distribuito dalla General Film Company, il film - un cortometraggio in una bobina - uscì nelle sale cinematografiche USA il 27 agosto 1914.